# Convención sobre el futuro de Europa
La Convención sobre el futuro de Europa (o Convención Europea o Convención Constituyente) fue la convención europea encargada de redactar el borrador de Constitución Europea que sirvió de base para el texto final presentado a ratificación en los Estados miembros de la Unión Europea. Establecida en 2002, la Convención sobre el Futuro de Europa debatió modelos alternativos y visiones de la Unión Europea. Estaba formada por parlamentarios nacionales y europarlamentarios, miembros de la Comisión Europea, parlamentarios de los países candidatos a la ampliación y diversos observadores. Fue la base para la conferencia intergubernamental de 2004.
La Convención sobre el futuro de Europa concluyó sus trabajos el 18 de julio de 2003, cerrando un periodo de 17 meses de trabajo en los que Se sus miembros se reunieron en sesión plenaria en veintiséis ocasiones (cincuenta y dos días) oyendo más de 1800 intervenciones.
Según el miembro de la Convención Alain Lamassoure, el término convención fue elegido en referencia a la Convención de Filadelfia que llevó a la Constitución de los Estados Unidos.

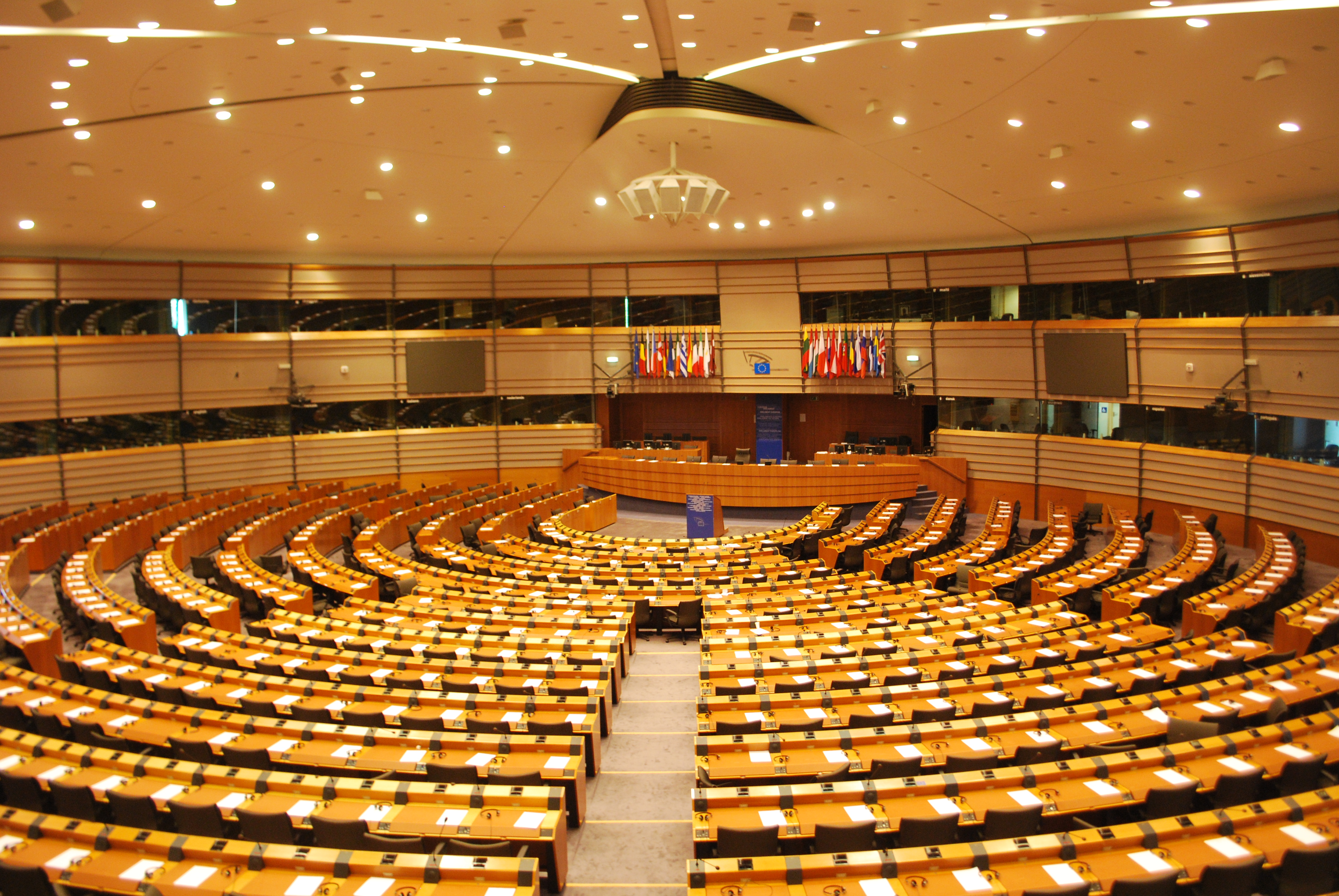
Hemiciclo de Bruselas, sede de las reuniones plenarias de la convención.

## Mandato
El Consejo Europeo de Laeken en diciembre de 2001 definió el contenido del debate sobre el futuro de la Unión Europea a través de sesenta cuestiones articuladas en cuatro temas:

- Un mejor reparto y definición de las competencias.
- La simplificación de los instrumentos.
- Más democracia, transparencia y eficiencia en la Unión Europea: legitimidad democrática y transparencia de las instituciones, papel de los parlamentos nacionales, proceso de decisión y funcionamiento de las instituciones en una Unión ampliada.
- El camino hacia una Constitución para los ciudadanos europeos: simplificación y reorganización de los Tratados, inclusión de la Carta de los Derechos Fundamentales y posible adopción de un texto constitucional.

De acuerdo con el mandato, la Convención tenía como cometido presentar propuestas para una reforma institucional. Sin embargo, fue más allá de este requisito y redactó un texto refundador con un proyecto de Constitución equivalente a una versión única y simplificada de los Tratados existentes.

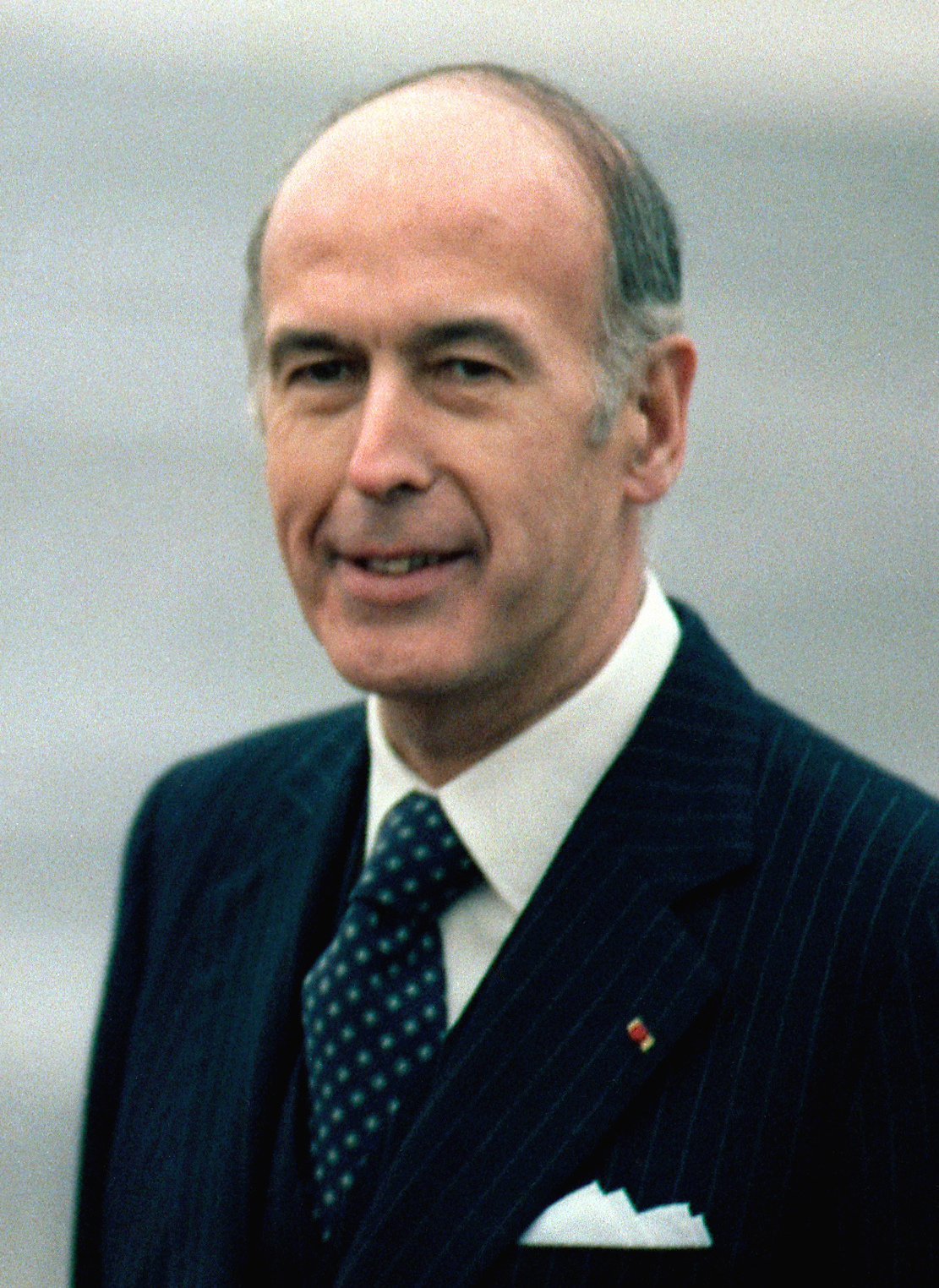
Valéry Giscard d'Estaing, Presidente de la Convención Europea.

## Composición
La Convención constituyó once grupos de trabajo y tres círculos de debate, cada uno de ellos con su propio y específico mandato, los cuales se reunieron para tratar cuestiones concretas y realizar recomendaciones al conjunto de la Convención. 
Los miembros la Convención presentaron 386 contribuciones escritas, a la Convención en su conjunto y 773 contribuciones a los grupos de trabajo y círculos de debate.
El sistema de toma de decisiones fue el consenso, interpretado por la Presidencia de la Convención que recayó en el francés Valéry Giscard d'Estaing.
A los miembros de la Convención se les llama habitualmente "convencionados" y "convencionales".